# Tipula repulsa
Tipula repulsa är en tvåvingeart som beskrevs av Alexander 1943. Tipula repulsa ingår i släktet Tipula och familjen storharkrankar. Inga underarter finns listade i Catalogue of Life.